# فیلیپ دوم، دوک اورلئان
فیلیپ دوم، دوک اورلئان (انگلیسی: Philippe II, Duke of Orléans; زاده ۲ اوت ۱۶۷۴ – درگذشته ۲ دسامبر ۱۷۲۳) پسر فیلیپ یکم، دوک اورلئان و الیزابت شارلوت و نوه لوئی سیزدهم بود که از سال ۱۷۱۵ تا ۱۷۲۳ نایب‌السلطنه لوئی پانزدهم بود اما با مرگش نتوانست به سلطنت برسد.